# یولادا سویانیوت
یولادا سویانیوت (به انگلیسی: Yollada Suanyot) (زاده ۱۸ ژوئن ۱۹۸۳)سیاستمدار، ستاره تایلندی است.
او یک زن ترنس است.